# Szegecselt kőlapos épületburkolás

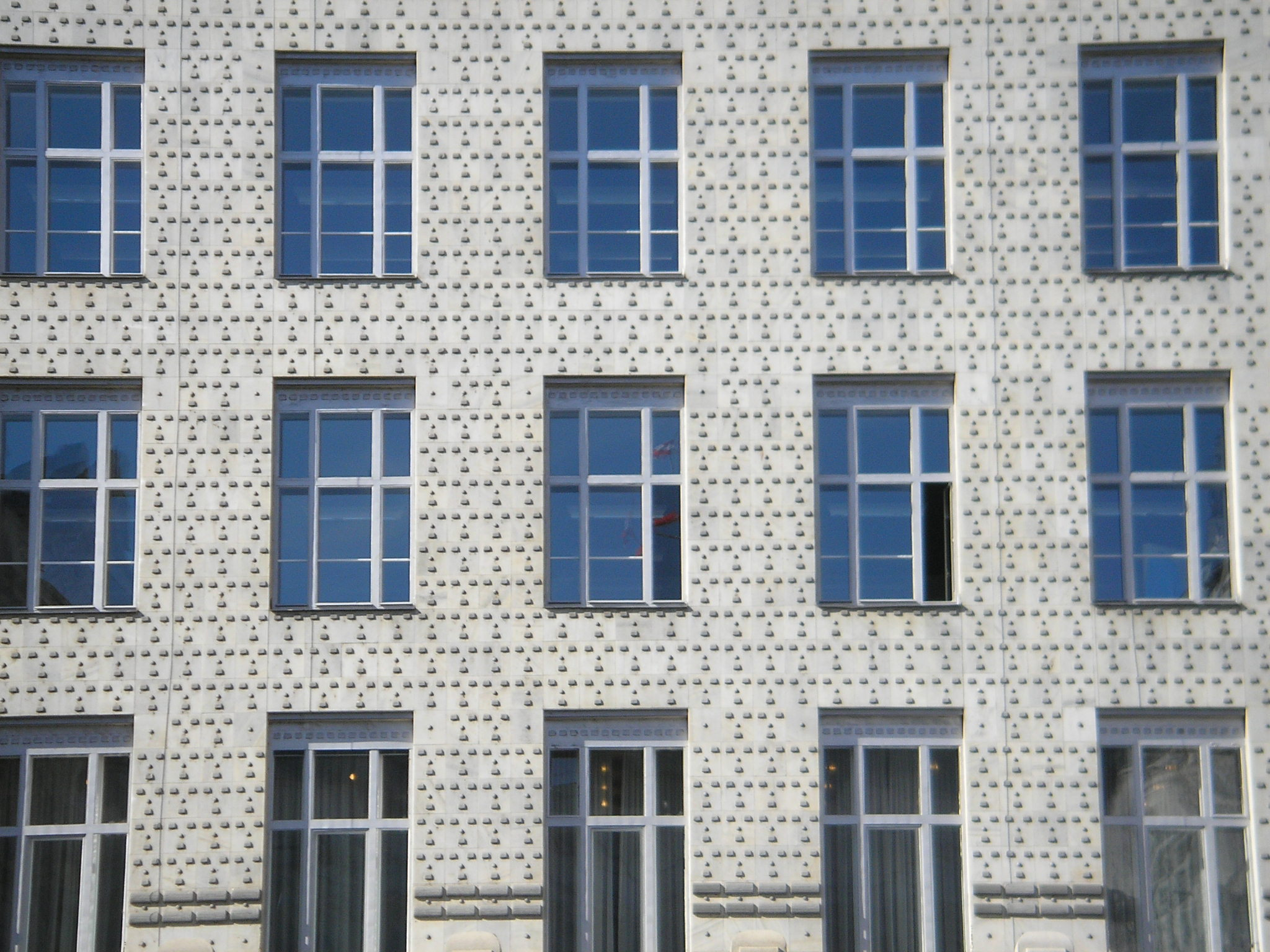
Osztrák Postatakarékpénztár, Bécs (részlet)

A szegecselt kőlapos épületburkolás egy 20. század elején létező, európai díszítési gyakorlat volt a késő-szecesszió–premodern építészet időszakában (kb. 1905–1915).

## Története
A gyakorlat Otto Wagnernél jelent meg, aki a 19. század végi bécsi szecesszió építésze volt. Az 1900-as évek elején Wagner újabb, egyszerűbb kinézetű épületeket tervezett, és ezek egyikénél, a bécsi Osztrák Postatakarékpénztárnál (1904–1906) jelent meg nála a kőlapos (fehér sterzingi márvány) burkolás. Wagner – saját állítása szerint – az ötletet spanyolországi épülethomlokzatokról leste el (pl. Casa de las Conchas), ahol a szegecsekkel kivert felületet szerencsét hozónak tartották. Mások a páncélszekrények burkolatát hozta kapcsolatba vele, az újabb kutatások szerint azonban ennek a modern építészetre jellemző „igazság szolgálata”, azaz a valóság megmutatása volt a célja („mag és köpeny” különbsége). Azaz, bár Wagner díszíti a felület, de az alumínium szegecsekkel láthatóvá teszi, hogy az nem valódi márvány- vagy köpenyfal (azaz jelöletlen burkolólap hazugságnak minősül, mert azt a látszatot kelti, hogy az épület az antik épületekhez hasonlóan nagy méretű kőtömbökből épült).
Megjegyzendő, hogy a szegecselt kőlapos megoldás másfelől ugyancsak a látszatra épít, mert maguk a szegecsek is valójában feleslegesek: a burkolólapokat habarcs tartja, a szegecsek szétrepesztették volna a felületet.
Wagner később a Duna-csatorna szintjének szabályozására épített zsilipháznál (Schützenhaus, 1906–1907) használta a kőlapos burkolást, de az újszerűnek ható dekoratív megoldást a korszak több építésze is átvette:
- felépült épületek:
  - (1900–1902) Max Fabiani: Artaria-ház, Bécs[2]
  - (1905) Wunibald Deininger: Kereskedelmi Akadémia, Bécs[1]
  - (1910–1911) Jaroslav Kovár: Smelka-ház, Olmütz[1]
  - (1908) Vágó József és Vágó László: Városligeti Színház, Budapest, Dózsa György út – 1952-ben elbontásra került
  - (1909) Vágó József és Vágó László: Árkád-bazár, Budapest, Dohány u. 22.[1][3][4]
  - (1909) Führer Miklós: Otthon Szálló, Nyíregyháza, Hősök tere 7.[5]
  - (1909–1910) Vágó József és Vágó László: Darvas–La Roche-ház, Nagyvárad, Iosif Vulcan 11.[1][6][7]
  - (1910) Jónás Dávid és Jónás Zsigmond: Szénásy és Bárczay áruház, Budapest, Szervita tér[1][2]
  - (1910) Lechner Ödön: Vermes Gyula háza, Budapest, Irányi u. 15.[8]
  - (1910–1912) Vágó József és Vágó László: Schiffer-villa, Budapest, Munkácsy Mihály u. 19/b.
  - (1910 k.) Vágó József: Alföldi Takarékpénztár, Debrecen, Piac u. (elbontották)[9][10]
- tervben maradt épületek:
  - (1908) Vágó József: Kereskedelmi Utazók Egyesületi Székháza, Budapest[11]
  - (1908) Vágó József: Építőmunkások Szövetsége Székháza[4]
  - (1908) Vágó József: Darvas-La Roche-ház első terve, Nagyvárad[12]
  - (1911) Vágó József: Karpfenstein utcai iskola, Budapest[13]

A Vágó-testvérek az Árkád-bazárnál kerámialapokat használtak burkolatként, a fúgák metszéspontjában mázas kerámiagombokat helyeztek el, szegecs-utánzatként. A Vágók Schiffer-villájuk esetében is alkalmaztak márványlapokat épületkülső díszítésként, itt azonban már a gombok, szegecsek is elmaradtak. Führer Miklós stilizált virágokkal díszítette a csempéket.
Mint fentebb látható, a bécsi szecessziótól eltérő utakat járó Lechner Ödön is alkalmazta ezt a fajta díszítést egy épülete esetében (Vermes-ház). Az épületén lévő műkőlapok tartósságát bizonyítja, hogy bár 100 éve nem került sor a cseréjükre, ennek ellenére jó állapotúaknak mondhatók.

## Képtár

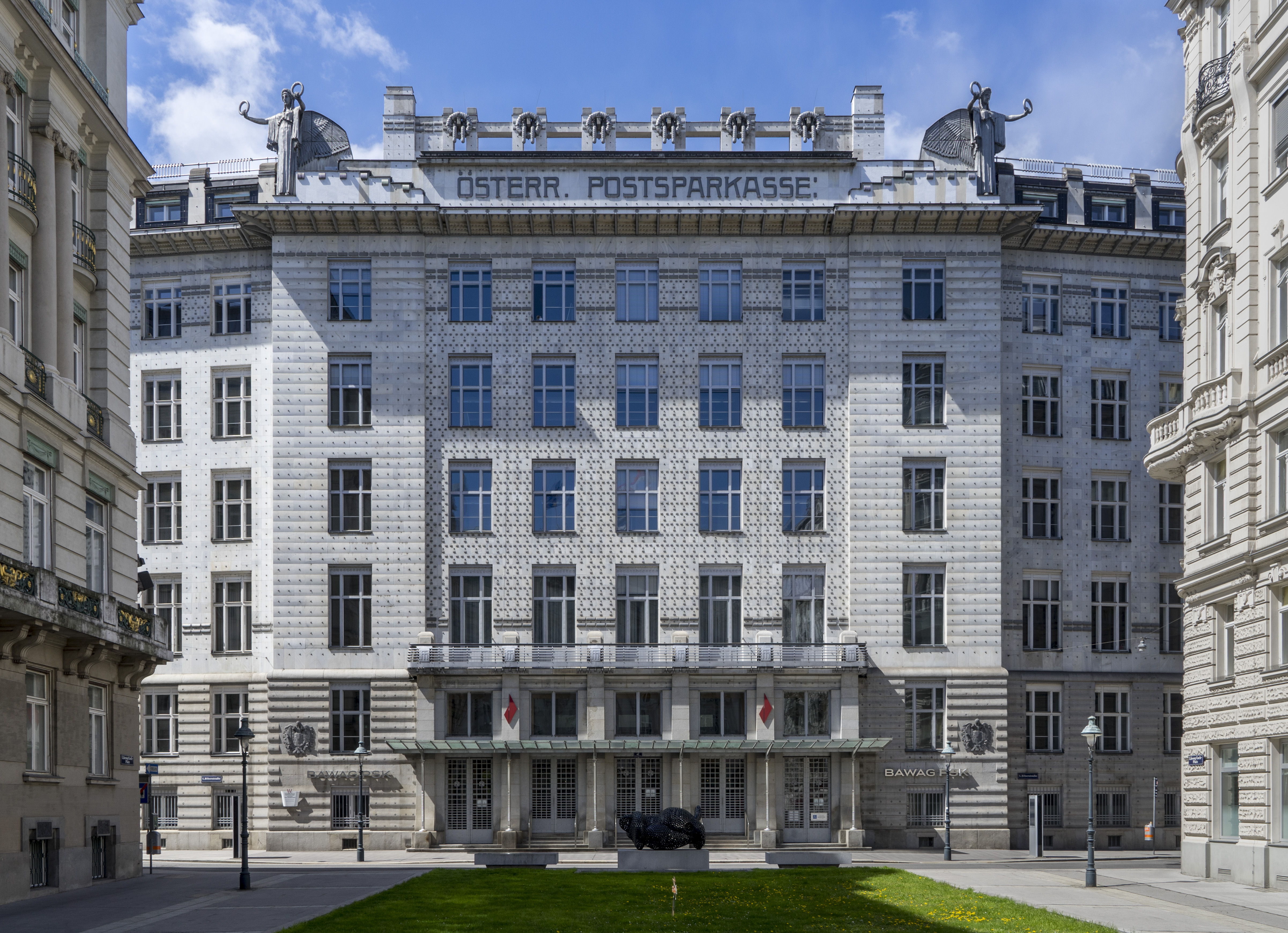
Osztrák Postatakarékpénztár, Bécs
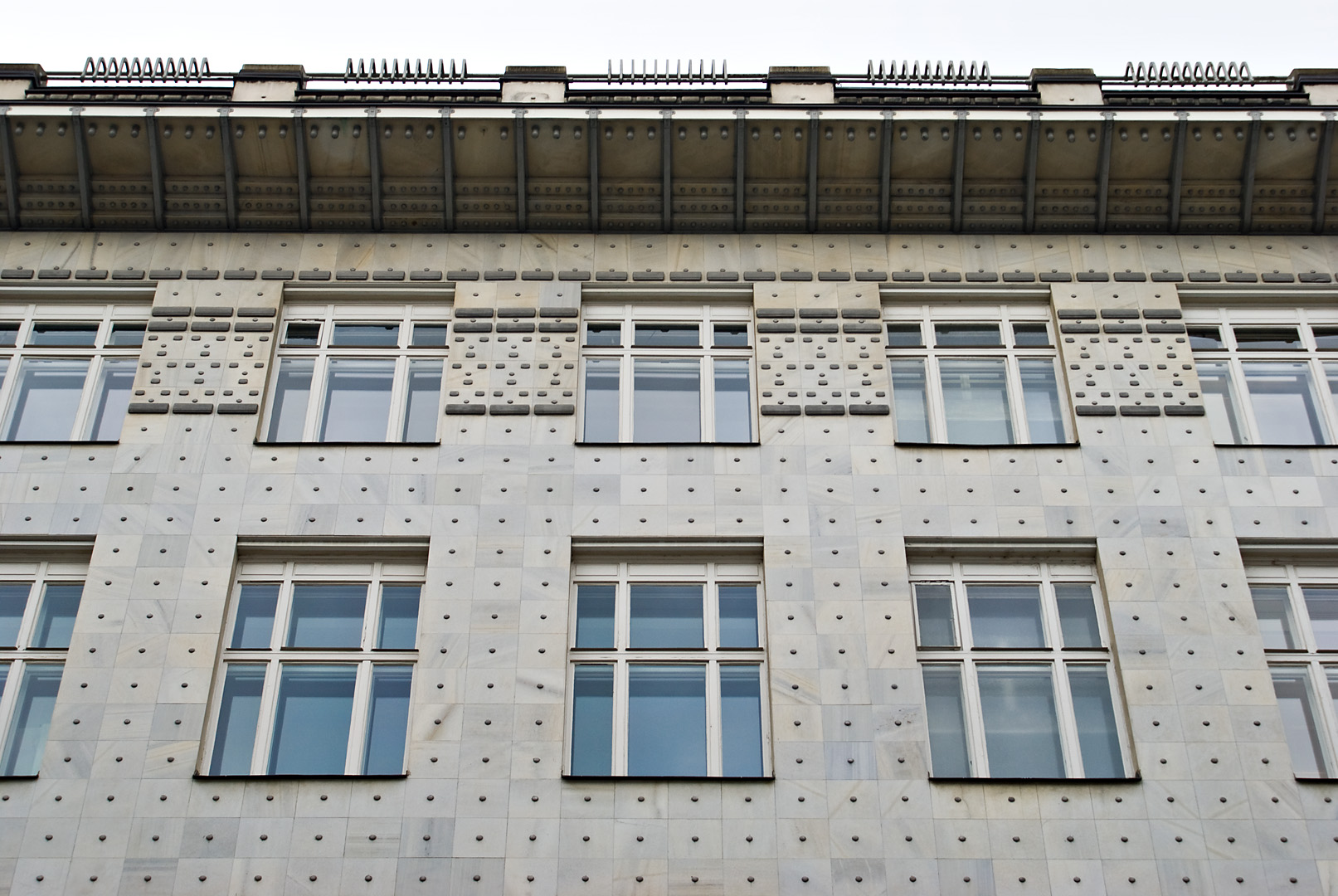
Postatakarékpénztár, Bécs (részlet)
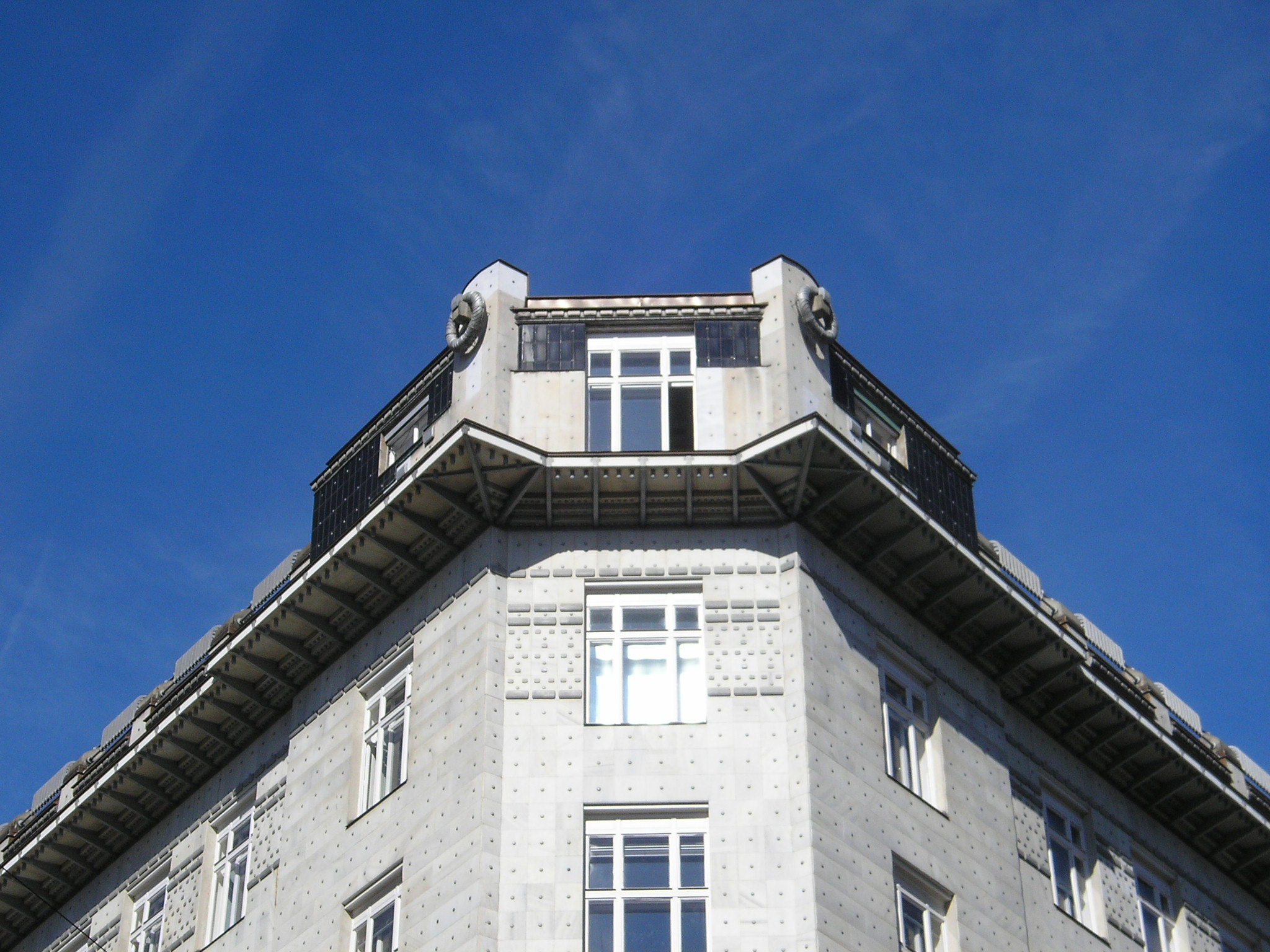
Postatakarékpénztár, Bécs (részlet)
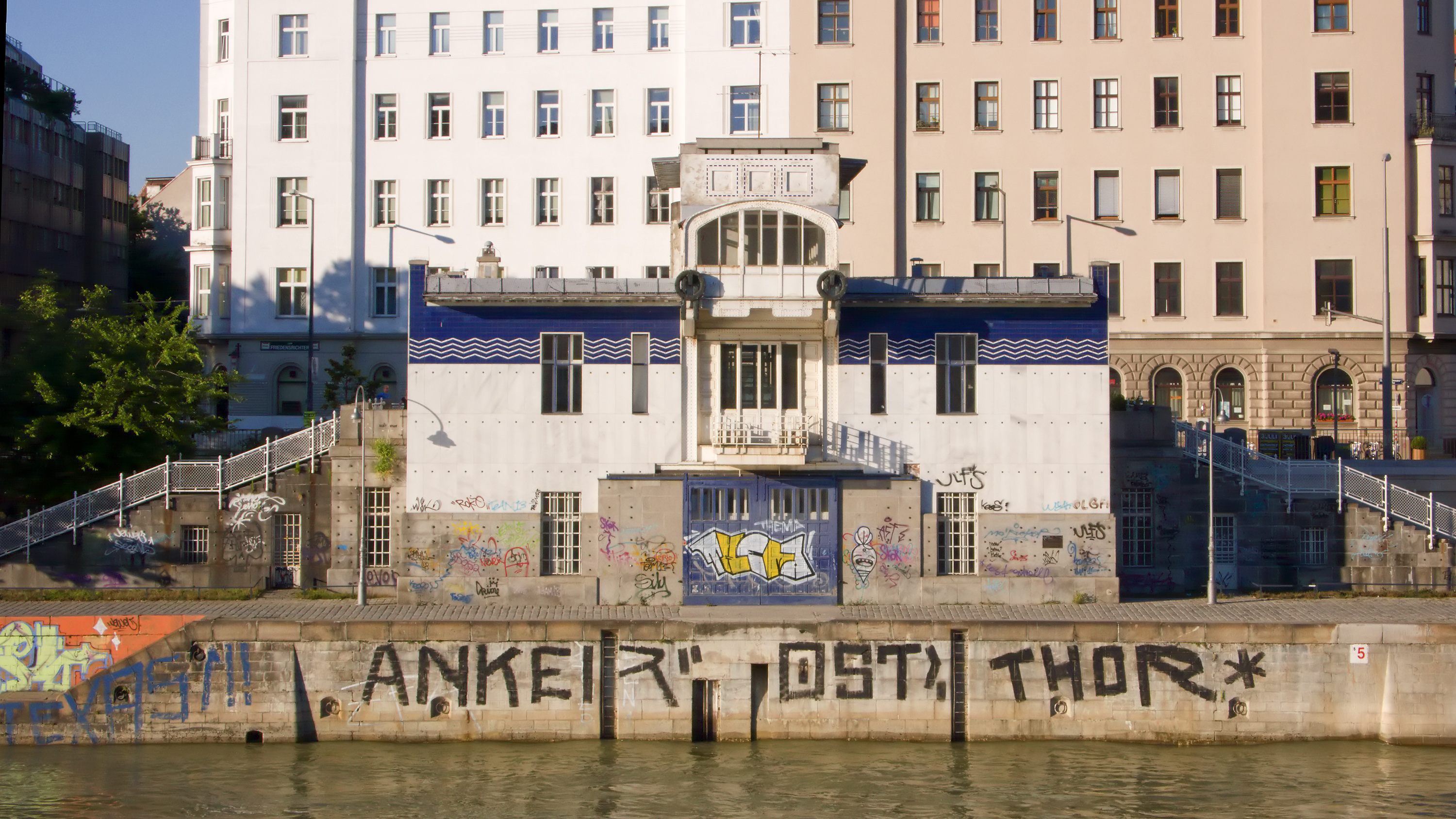
Zsilipház, Bécs
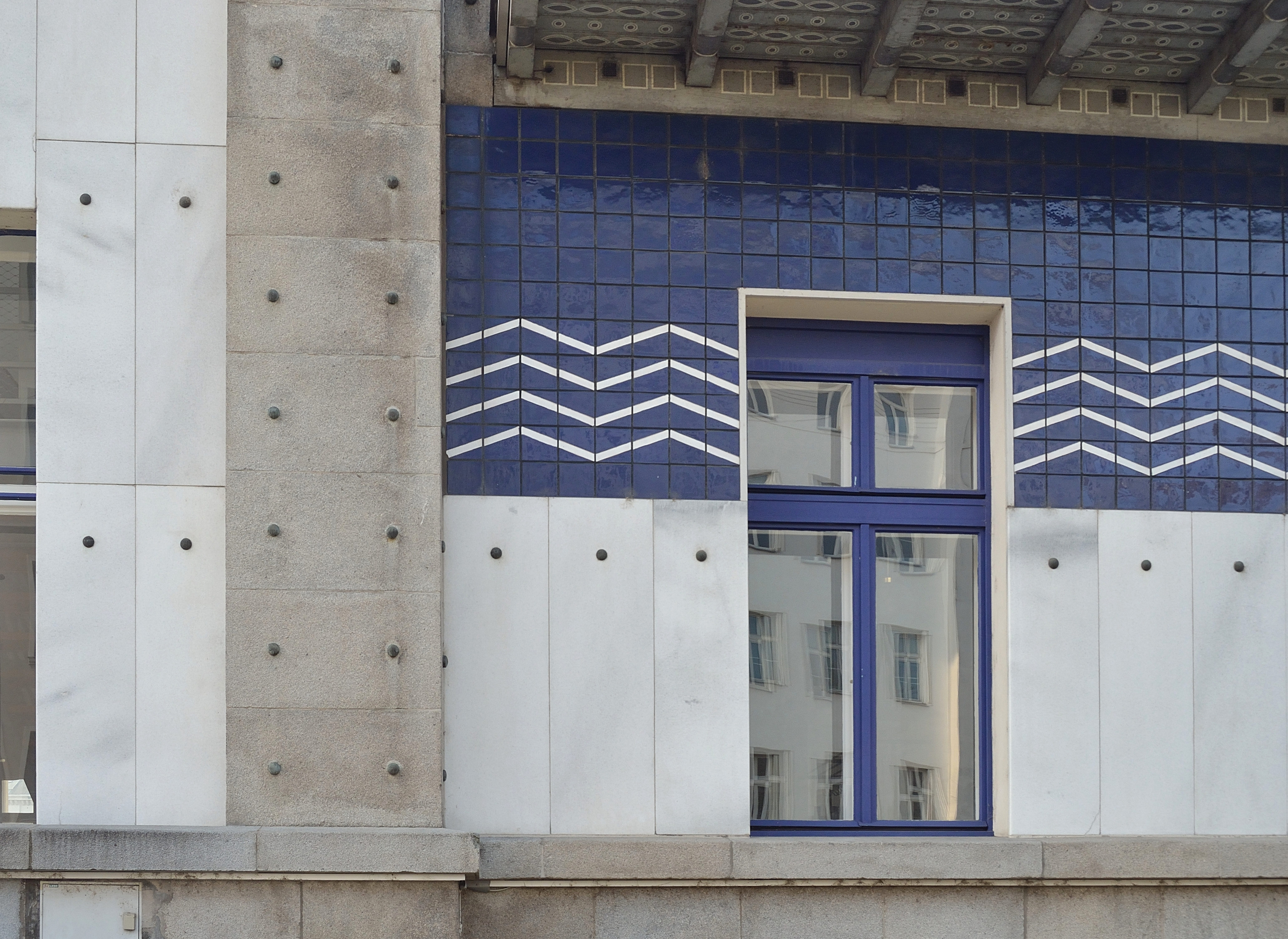
Zsilipház, Bécs (részlet)
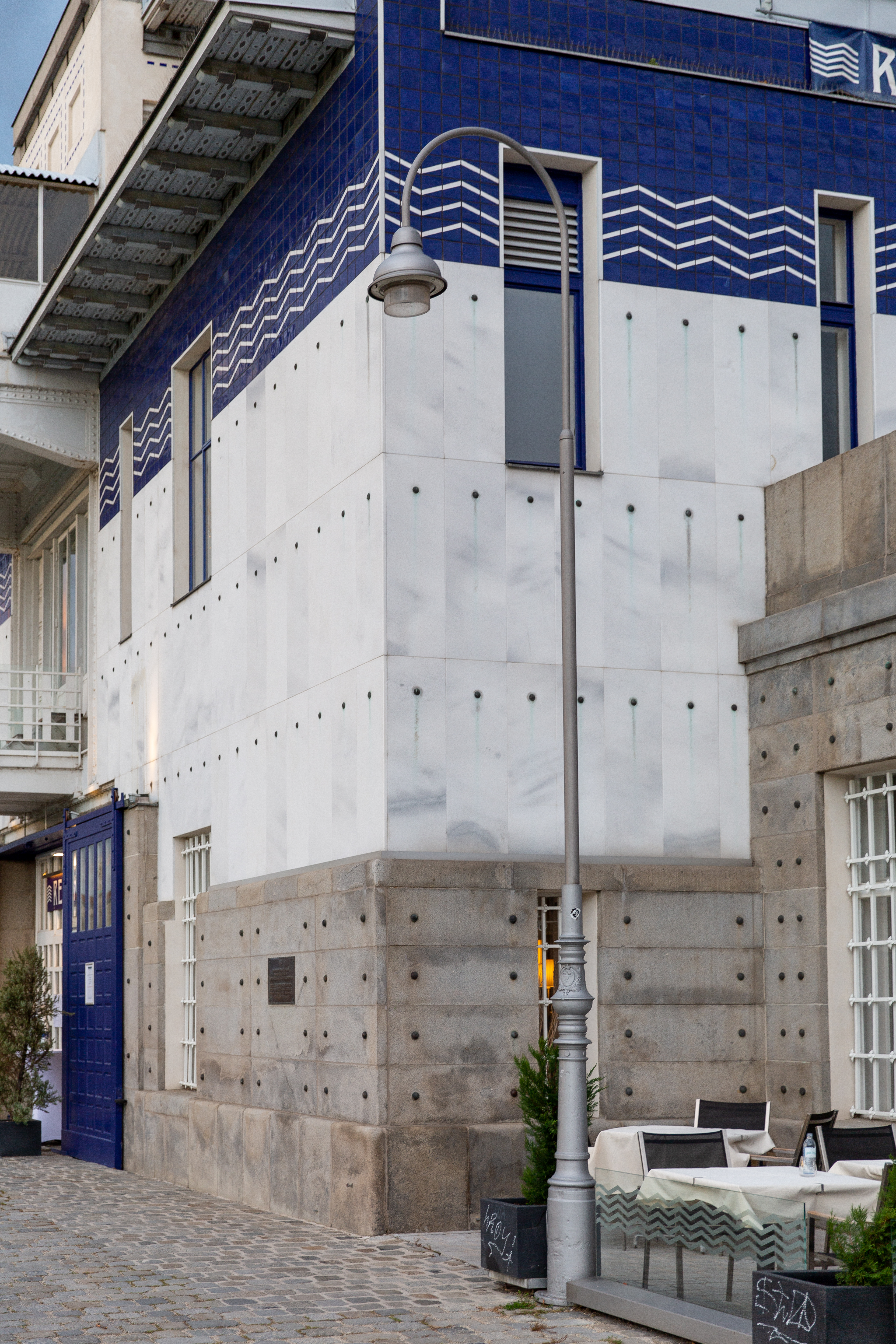
Zsilipház, Bécs (részlet)
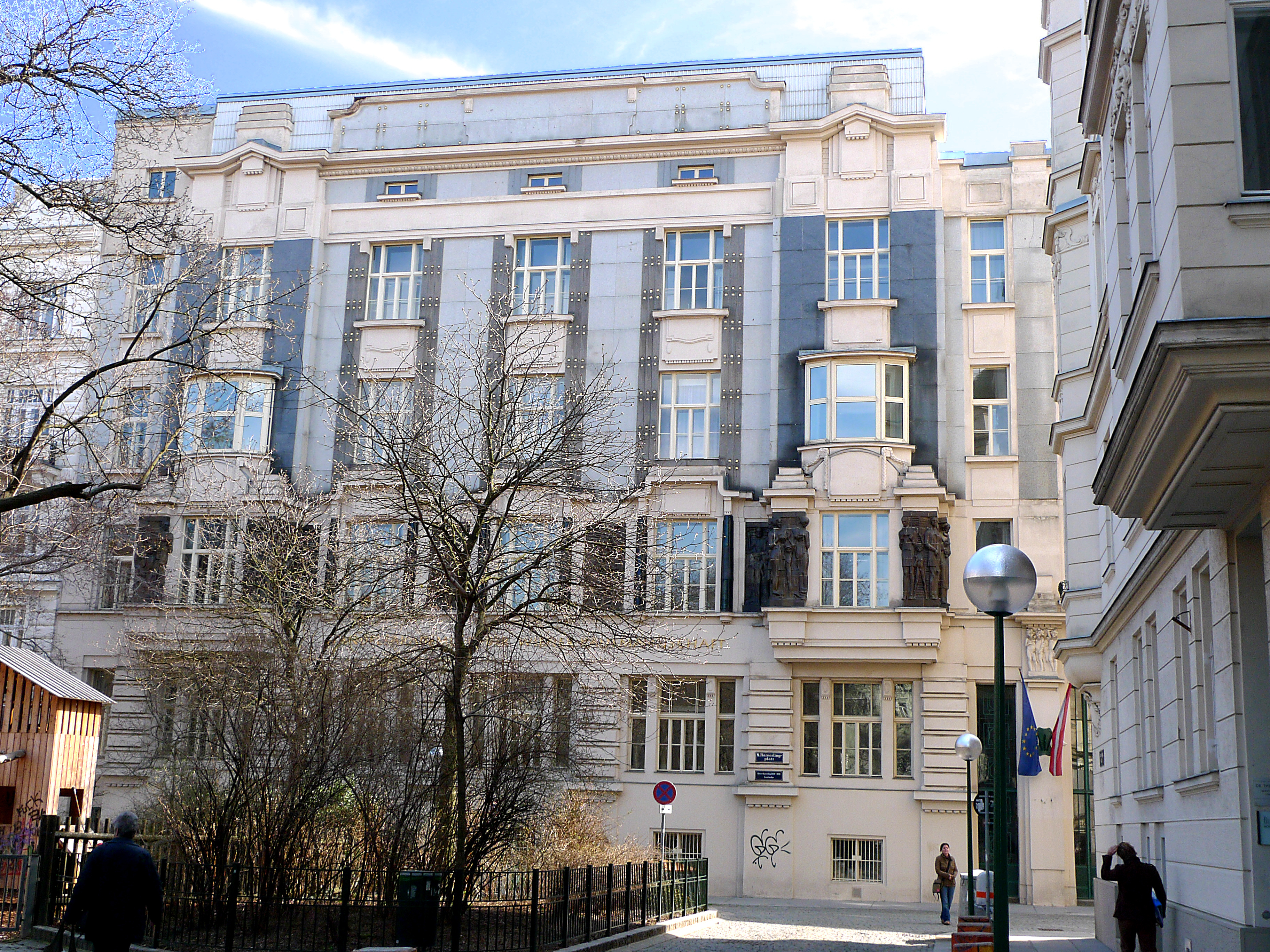
Kereskedelmi Akadémia, Bécs
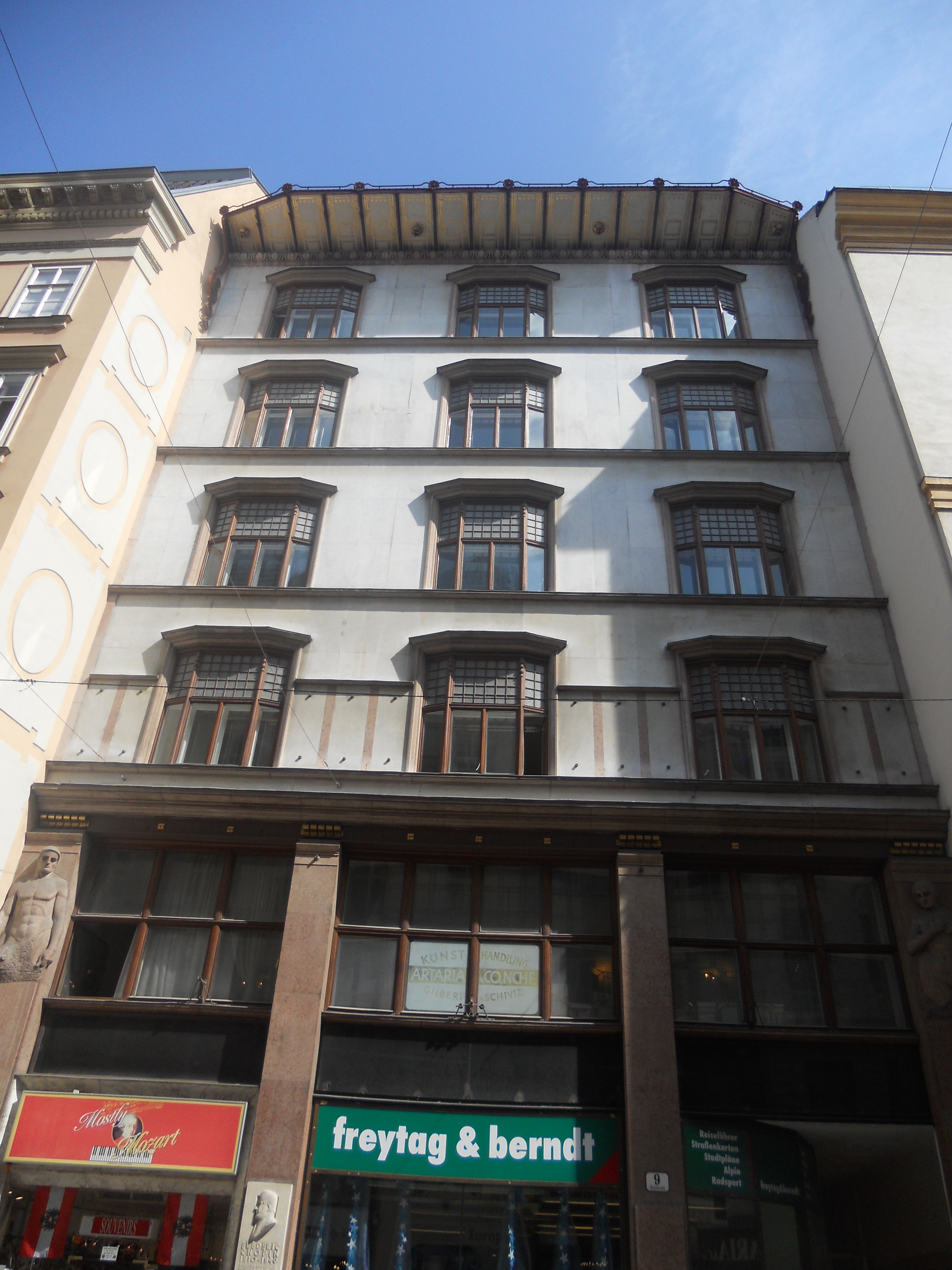
Artaria-ház, Bécs
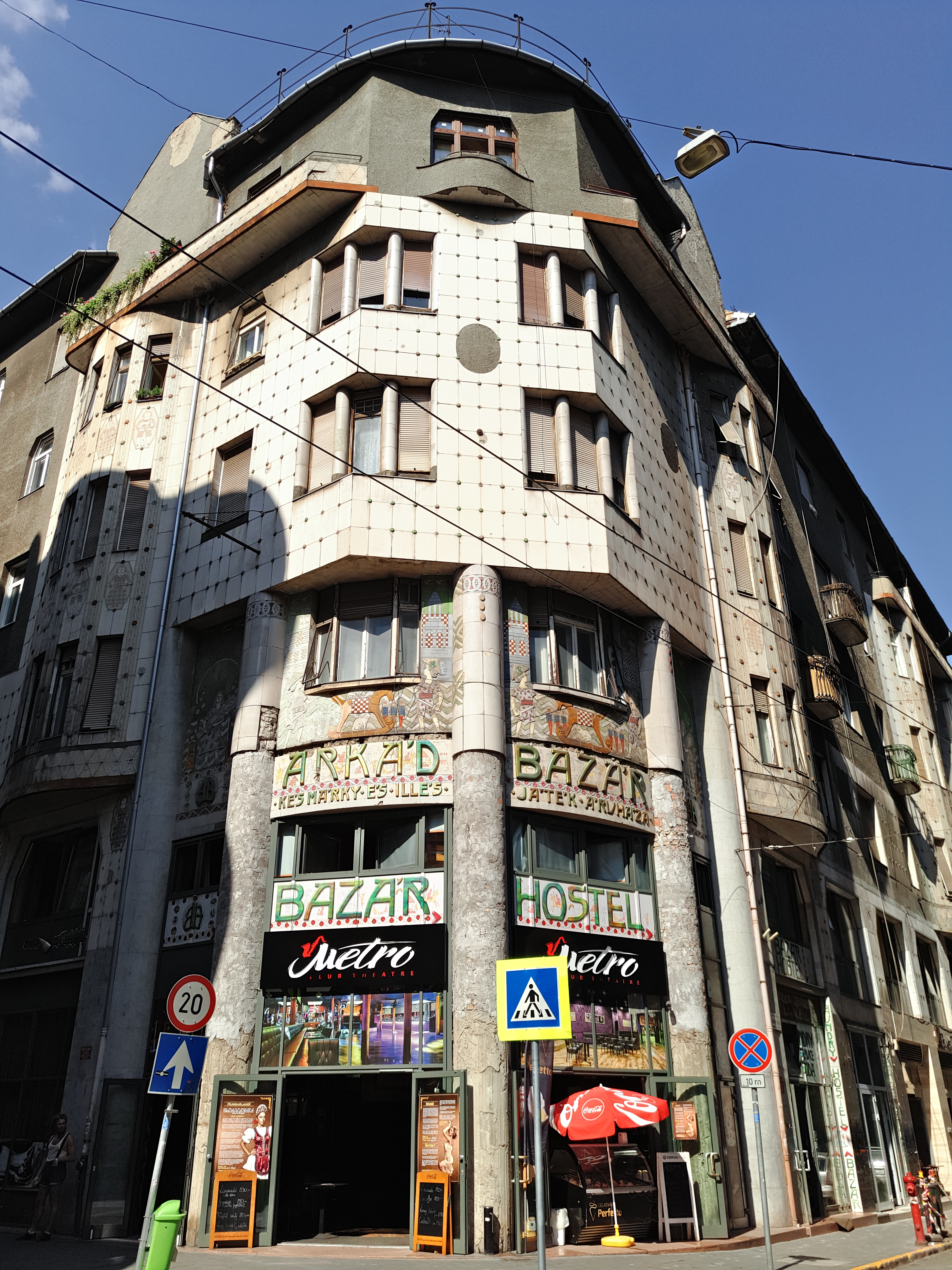
Árkád-bazár, Budapest
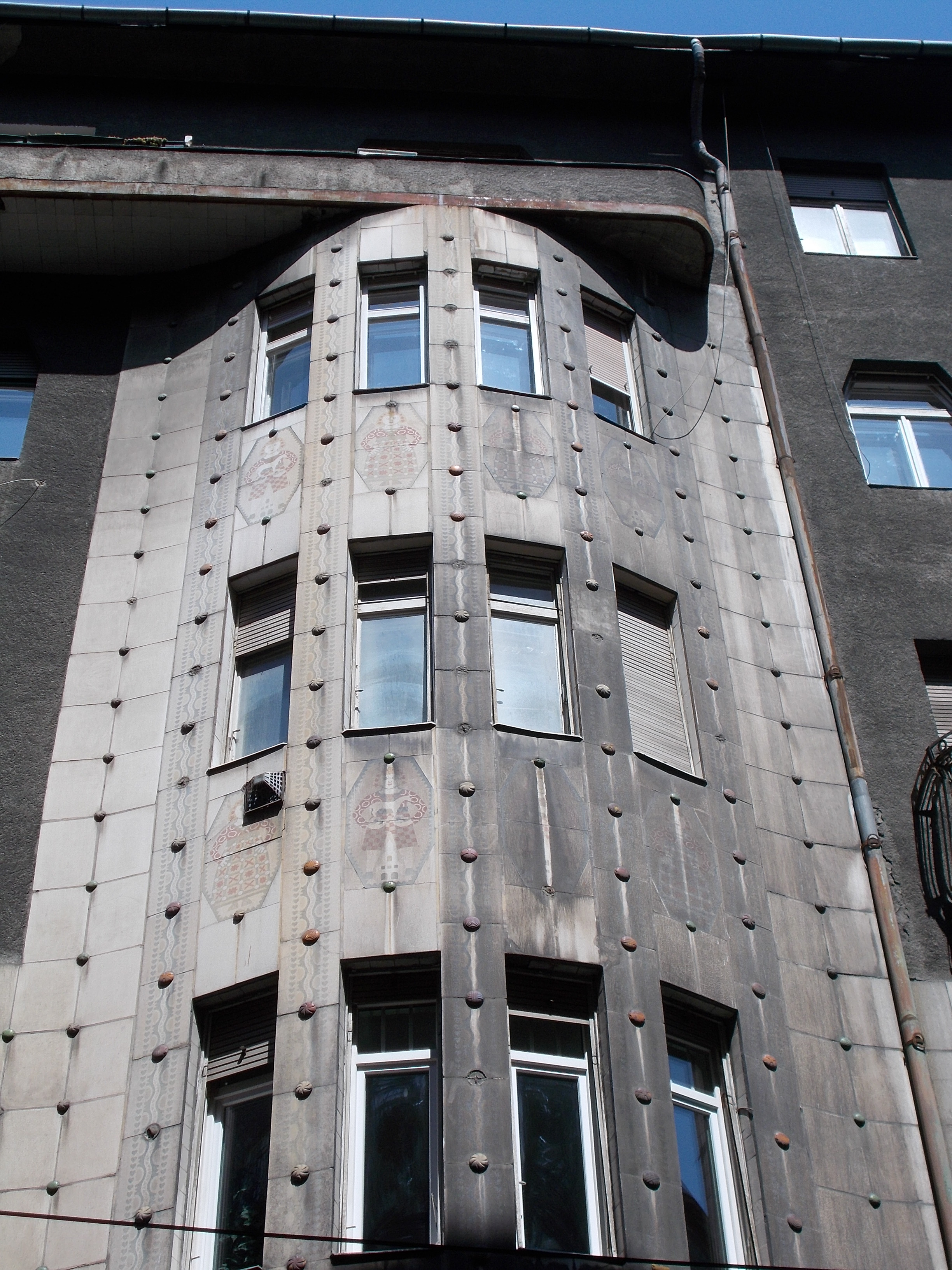
Árkád-bazár, Budapest (részlet)
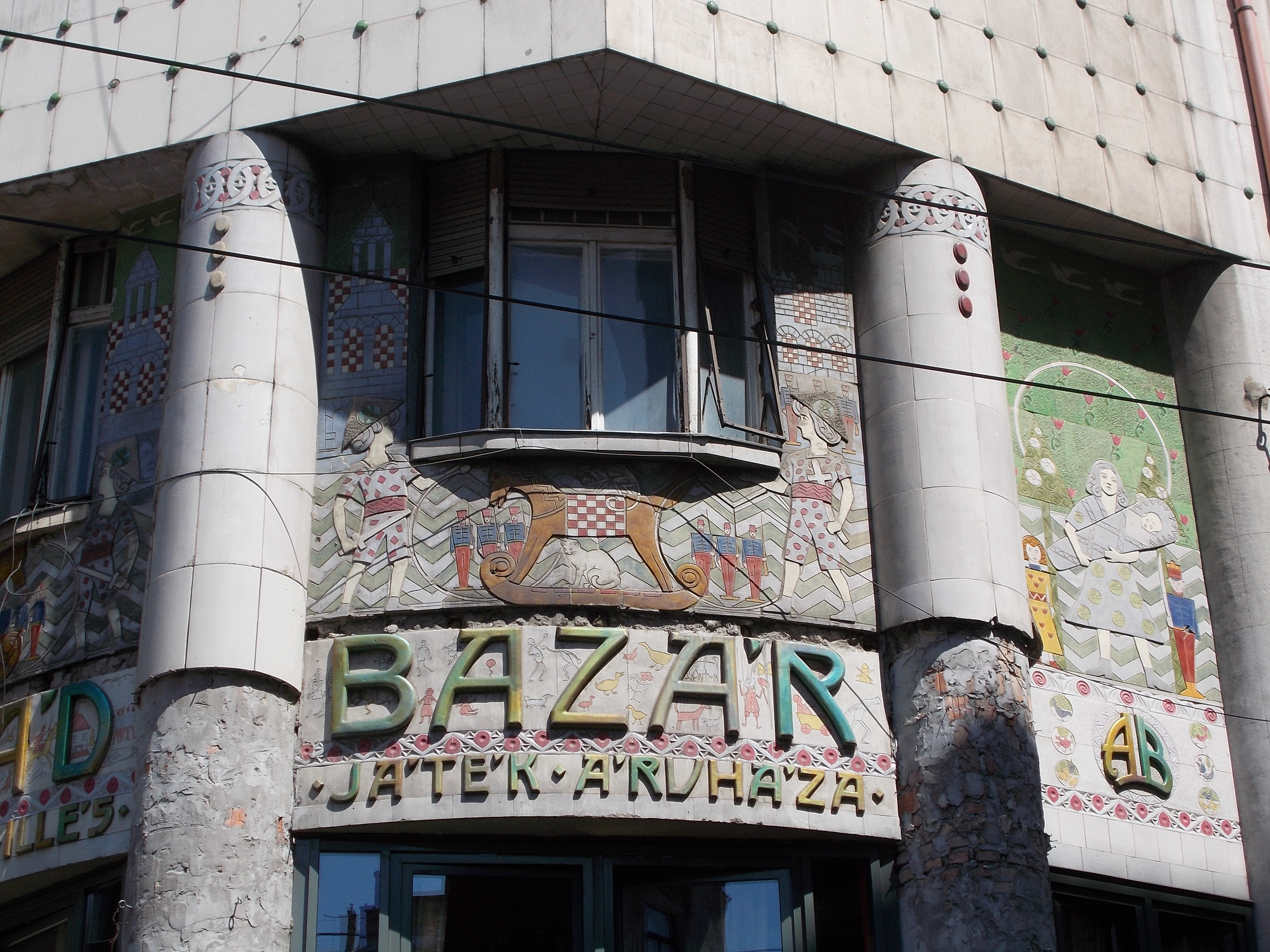
Árkád-bazár, Budapest (részlet)
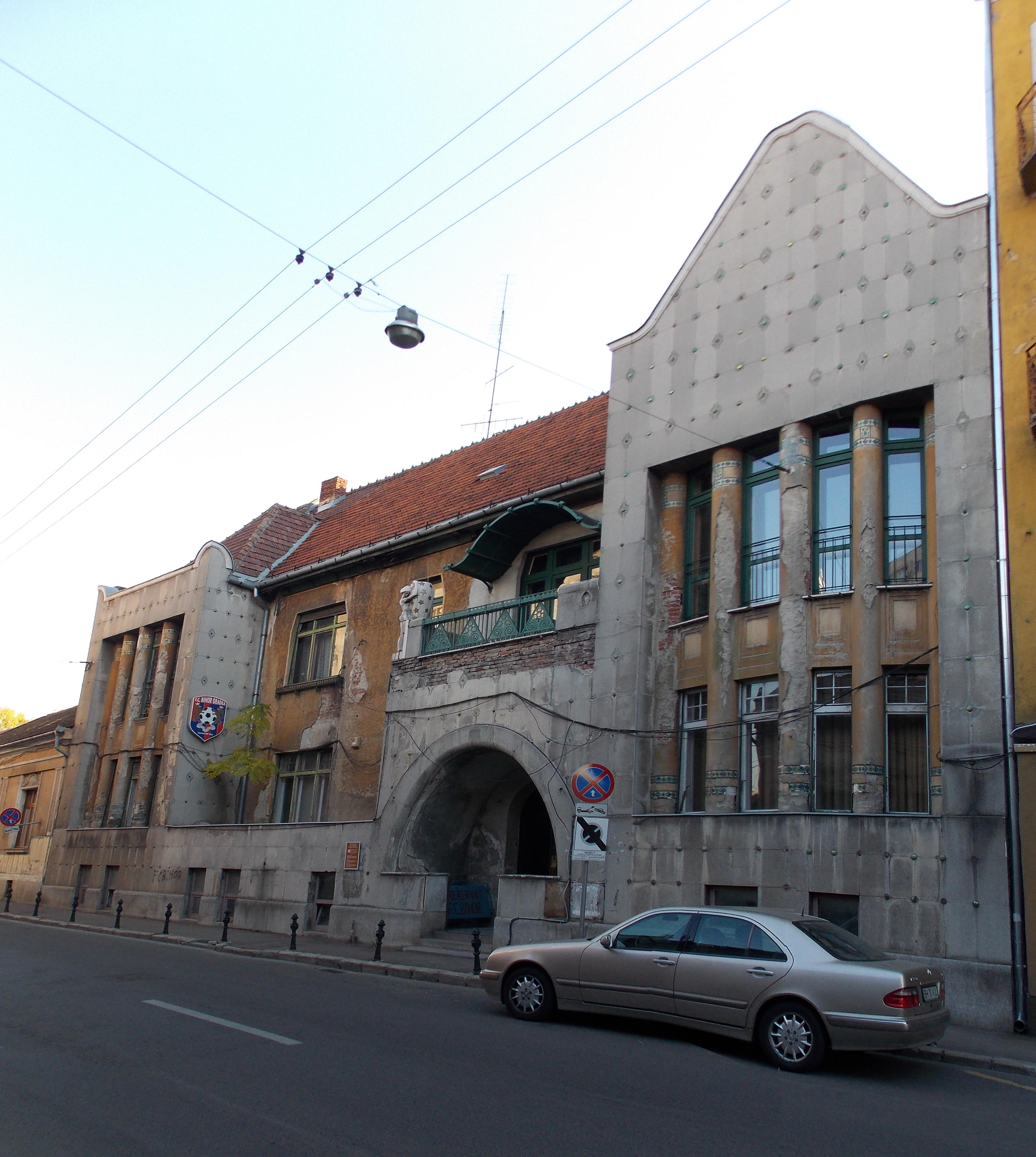
Darvas–La Roche-ház, Nagyvárad (felújítás előtt)
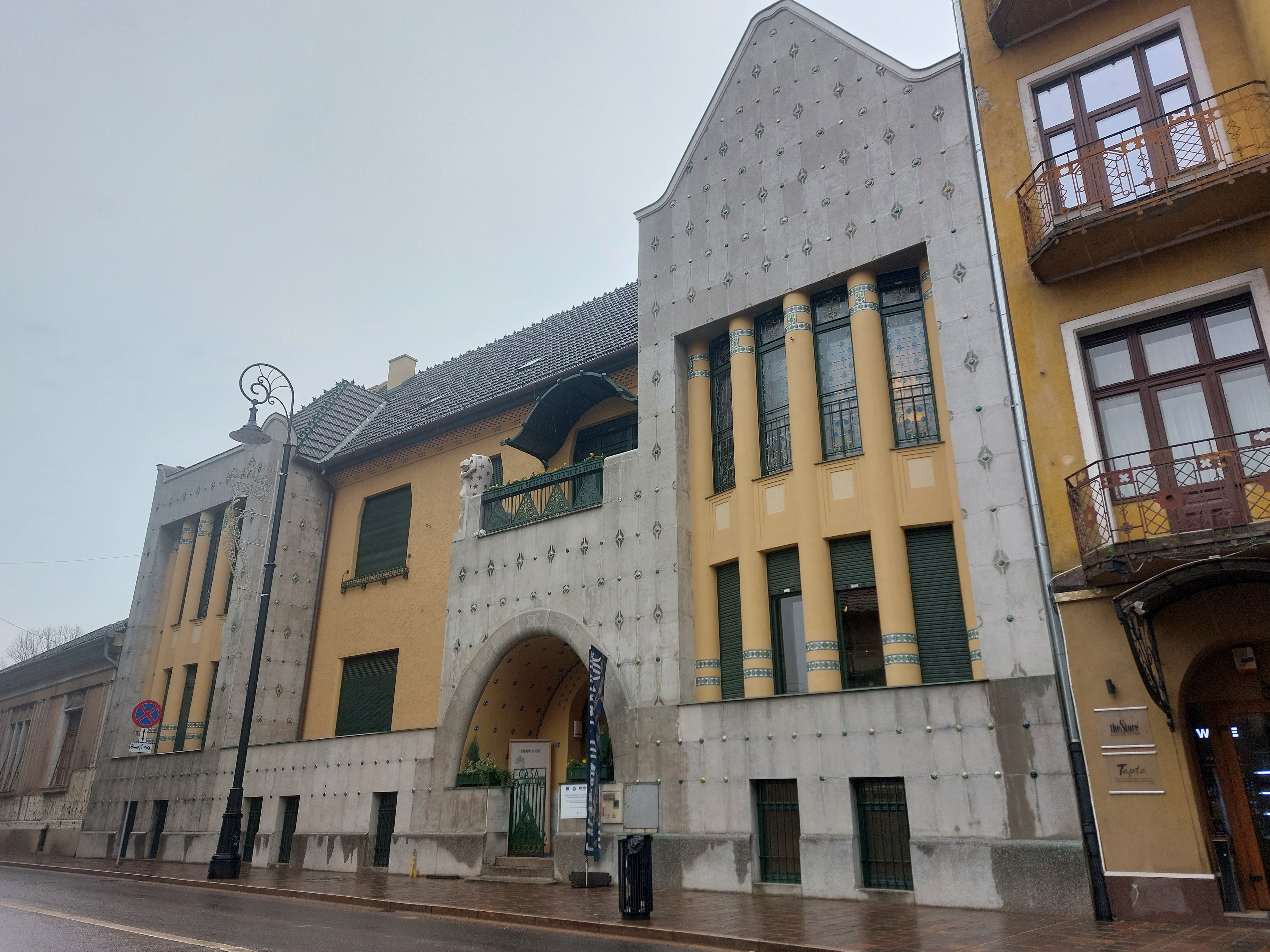
Darvas–La Roche-ház, Nagyvárad (felújítás után)
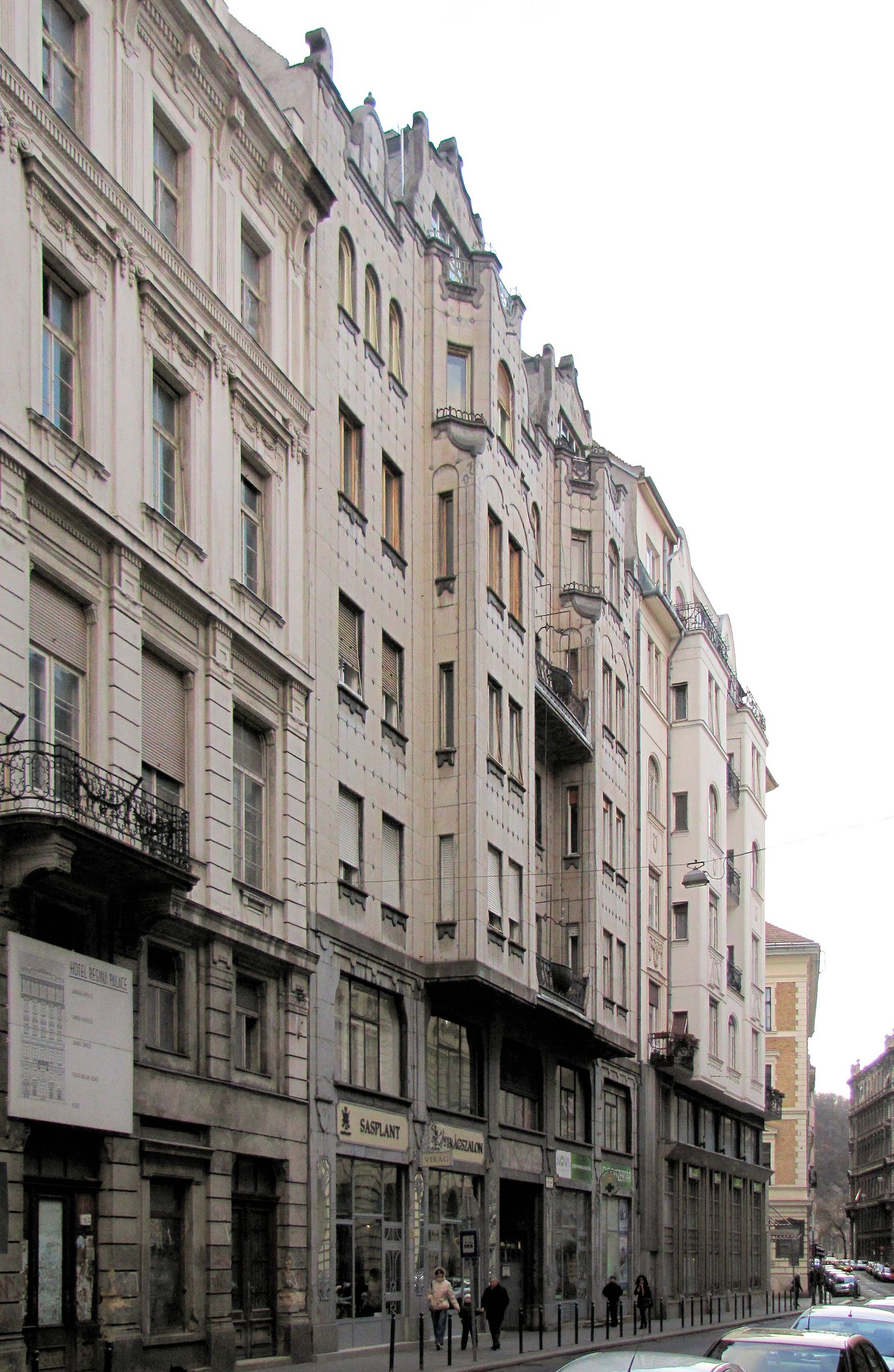
Vermes Gyula háza, Budapest
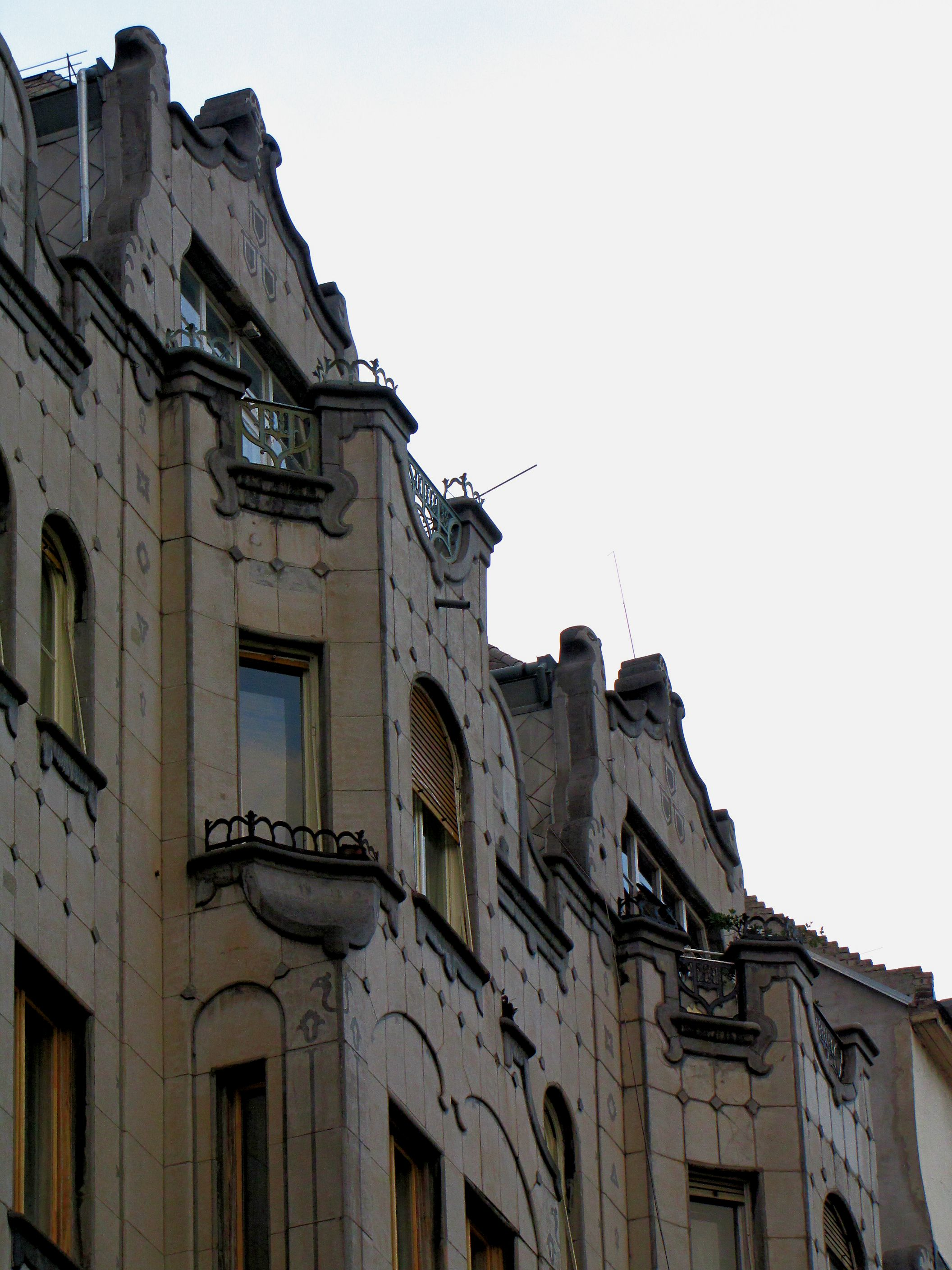
Vermes Gyula háza, Budapest (részlet)
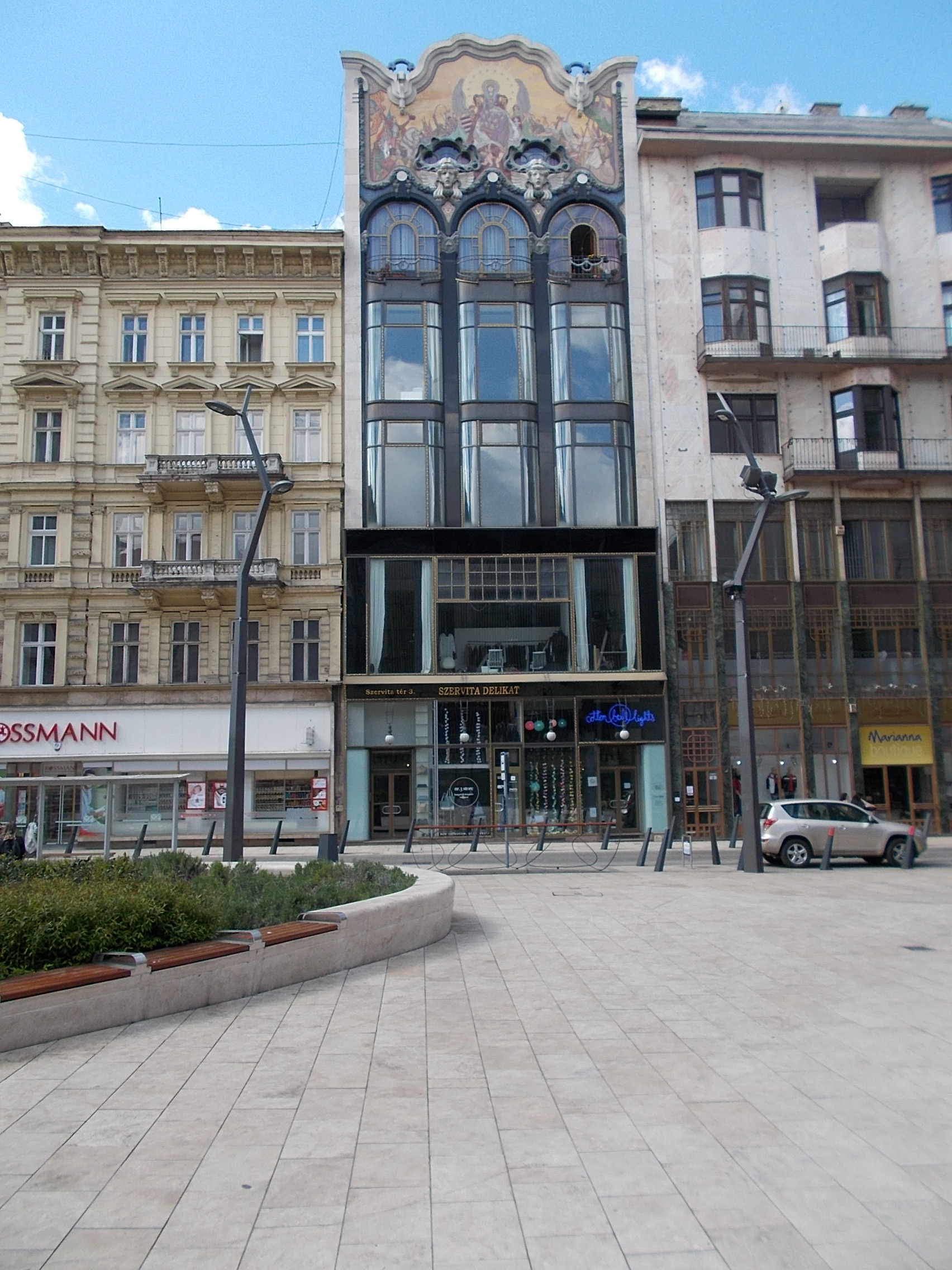
Szervita téri épületek, a Szénásy és Bárczay áruház kép jobb oldalán látható, Budapest
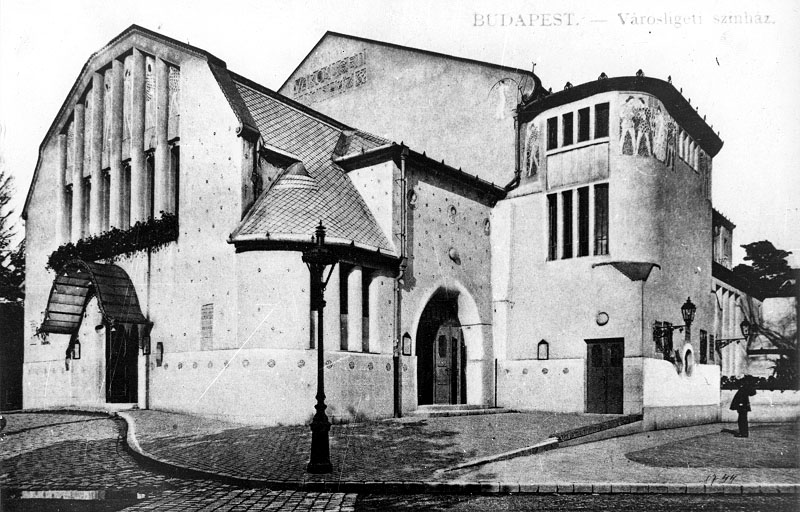
Városligeti Színház, Budapest

## Egyéb irodalom
- Bakonyi Tibor – Kubinszky Mihály: Lechner Ödön, Corvina Könyvkiadó, Budapest, 1981, ISBN 963-13-0902-9
- Kubinszky Mihály: Otto Wagner, Akadémiai Kiadó, Budapest, 1988, ISBN 963-05-4879-8 (Architektúra-sorozat)
- Merényi György: Az Artaria Kiadó házának formai elemei magyarországi épületeken In: Max Fabiani a Monarchia építőművésze és a szecesszió (szecessziosmagazin.com)